# Ibom Air
Az Ibom Air egy nigériai légitársaság, amelynek a bázisrepülőtere a Victor Attah nemzetközi repülőtér.

## Története
A légitársaság 2019. június 7-én kezdte meg működését, amikor egy Ibom Air felirattal ellátott Bombardier CRJ900 típusú repülőgép felszállt az Uyóban található Victor Attah nemzetközi repülőtérről, kormánytisztviselőkkel a fedélzetén, úton a lagosi Murtala Muhammed nemzetközi repülőtérre. Akwa Ibom az első állam az országban, amely saját légitársasággal rendelkezik.
2021 májusában a légitársaság aláírta az ország első belföldi helymegosztási megállapodását a Dana Air légitársasággal.

## Flotta
2022 januárjában az Ibom Air flottája a következő repülőgépekből állt: